# 维卡 (啮齿动物)
维卡（Vika）是一种流传于所罗门群岛旺乌努岛民间传说中的巨鼠，在2017年，维卡被证实确认为新种啮齿类动物。

## 历史与研究
维卡在20世纪便已有书面记载，在1995年便有关于住在树上、吃椰子的巨型老鼠的记载。而在1990年汇编的一本地区词典中同样记录“Vika”这一词汇。
对维卡的科学研究始于2010年，据《哺乳动物学杂志》（Journal of Mammalology）报道，哺乳动物学家蒂罗纳·拉瓦里（Tyrone Lavery）来到所罗门群岛寻找新物种，期间他在旺乌努岛听闻一种可以咬碎椰子壳的巨型树栖老鼠。拉瓦里随后向当地长者请教关于维卡的信息，并与当地居民一同前往森林搜寻。期间拉瓦里在某日夜晚看见两只在树上奔跑的老鼠，但未能捕获。次年，即2011年，拉瓦里再度回到旺乌努岛调查，此时森林已遭大量砍伐，但拉瓦里在动物粪便中发现一些毛发并带回实验室研究。
2015年，一棵被砍伐的卡普楚树（kapuchu tree）中跑出一只维卡，拉瓦里的两位朋友设法抓住这只维卡，并测得2.2磅（1千克）重，鼻尖到尾尖1.5英尺（45.7厘米）长的数据。在抓获不久后，由于受伤这只维卡很快便死去，最终只留下一些骨头、毛发、部分尾巴及一组活体照片。通过这一个体样本，拉瓦里与他的研究伙伴确认维卡属于新种啮齿类动物。在论文中，维卡被正式命名了学名：Uromys vika，这一名称寓意着旺乌努岛的传说。由于栖息地不断遭受破坏，Uromys vika已被列为“极度濒危”。